# 李甦雁
李甦雁（1965年—），山东邹平人，汉族，中华人民共和国政治人物、第十二届全国人民代表大会江苏地区代表。

## 生平
毕业于南京医学院医学系医学专业，加入中国共产党。2013年，被选为全国人大代表。2018年2月24日，当选为第十三届全国人大代表。